# Beverly Hills 90210
Pour les articles homonymes, voir Beverly Hills (homonymie).
Ne doit pas être confondu avec 90210 Beverly Hills : Nouvelle Génération.
Cet article concerne la série originale de 1990. Pour le reboot de 2019, voir BH90210.
90210
Ne doit pas être confondu avec Le Flic de Beverly Hills.
Beverly Hills, 90210 (souvent abrégé Beverly Hills) est une série télévisée américaine en 10 saisons, soit 294 épisodes de 44 minutes, créée par Darren Star et diffusée entre le 4 octobre 1990 et le 17 mai 2000 sur le réseau Fox aux États-Unis et sur le réseau Global Network au Canada.
À son apogée 21,7 millions de téléspectateurs américains suivent les aventures de Brenda, Brandon, Kelly, et Dylan. La série est nommée pour la première fois aux Golden Globe en 1992 dans la catégorie « Meilleure série dramatique » pour la saison 1, puis à nouveau en 1993, pour la saison 2. Jason Priestley est sélectionné dans la catégorie meilleur acteur en 1993 pour la 50e cérémonie des Golden Globes et en 1994 pour la 51e.
En 1992, alors que la série est au sommet, ses têtes d'affiches, Shannen Doherty, Jason Priestley et Luke Perry, font la couverture de Rolling Stone : c'est l'heure de gloire.
En 2008, Entertainment Weekly classe la série à la 20e place des 100 plus grandes séries de ces 25 dernières années
En 2009, le magazine américainTV Guide classe le 21e épisode de la première saison à la 91e place des 100 plus grands épisodes de série de fiction de ces 30 dernières années.
En France, la série est diffusée du 10 février 1993 au 7 avril 2001, puis rediffusée à de nombreuses reprises, en 2002 -2003, en 2006-2007 et en 2010 sur TF1 (et autres chaînes). En Belgique, elle est diffusée pour la première fois le 28 février 1992 sur La Une et est rediffusée sur AB3. Au Luxembourg, elle est diffusée de 1991 à 1993 sur RTL TV. Au Québec à partir du 1er septembre 1994 sur le réseau TVA.

## Synopsis
Brandon et Brenda Walsh viennent de quitter leur Minnesota natal pour emménager dans un luxueux quartier résidentiel de Beverly Hills, près de Los Angeles. Les premiers jours sont difficiles au lycée, où il faut réussir à s'implanter et à s'attirer la sympathie des lycéens.
Brenda fait la connaissance de Kelly, la belle blonde (qui représente le stéréotype de la Californienne), au départ fade et superficielle mais qui révèle une certaine profondeur lorsqu'elle avoue avoir subi une agression sexuelle pendant ses années de lycée. Elle rencontre également Donna, personnage secondaire au départ peu exploité. L'une et l'autre deviennent ses meilleures amies.
Brandon devient l'ami de Dylan, le mauvais garçon au cœur tendre qui fait chavirer plus d'une élève, ainsi que de Steve et d'Andrea. Au fil des épisodes, la joyeuse bande connaît les joies et les peines des adolescents pendant leurs années lycée.
Les personnages intègrent ensuite l'université de Californie. Ils y expérimentent l'indépendance et la notion de responsabilité. De nouveaux personnages sont introduits : Clare Arnolds et surtout la splendide et venimeuse Valerie Malone, amie d'enfance de Brandon et de Brenda.

### Fiche technique
- Titre original : Beverly Hills, 90210
- Titre français : Beverly Hills
- Titre québécois : 90210, Beverly Hills
- Création : Darren Star
- Scénario : Darren Star, Ken Stringer (scénaristes principaux : 64 épisodes, 1993-1999), Chip Johannessen (54 épisodes, 1992-1995), Tyler Bensinger(54 épisodes, 1998-2000), Laurie McCarthy (51 épisodes, 1996-2000), Steve Wasserman (49 épisodes, 1991-1997), Jessica Klein(46 épisodes, 1991-1997), Larry Mollin (38 épisodes, 1993-1997), Meredith Stiehm(37 épisodes, 1994-1996), John Eisendrath(37 épisodes, 1995-2000) Elle Triedman, (32 épisodes, 1997-1998), Gretchen J. Berg(32 épisodes, 1998-2000), Aaron Harberts (32 épisodes, 1998-2000), Charles Rosin (25 épisodes, 1990-1995)
- Décors : Jill Sprayregen Henkel (283 épisodes, 1991-2000), Susan Mina Eschelbach, (9 épisodes, 1990)
- Costumes : Molly Harris Campbell (158 épisodes, 1993-1998), Dianne Kennedy (63 épisodes, 1991-1993), Cathryn Wagner (53 épisodes, 1998-2000)Jane Trapnell (13 épisodes, 1990-1991), Marie France	(1 épisode, 1990)
- Musique : Martin Davich, Gary S. Scott, John E. Davis, David Lawrence, Jay Gruska, Fred Mollin, Stacy Widelitz, Dan Foliart, Jeff Danna, Jim LathamDavid Schwar, Ian Prince, Dennis McCarthy, Kennard Ramsey, Larry Carlton, Robbie Nevil, Lou Forestieri
- Production : Darren Star (143 épisodes 1990-1995), Aaron Spelling (295 épisodes 1990-2000), E. Duke Vincent (219 épisodes 1995-2000), Charles Rosin (142 épisodes 1995-2000)
- Sociétés de production : Darren Star Productions (1990-1995), Spelling Television (1990-2000)
- Sociétés de distribution : Worldvision Enterprises
- Pays d'origine :  États-Unis
- Langue d'origine : anglais
- Format : couleur - 35 mm - 1,78:1 - son stéréo
- Genre : prime time serial
- Durée : 45 minutes
- Dates de première diffusion :
  - États-Unis : 8 octobre 1990 sur Fox
  - Luxembourg : 3 juillet 1991 sur RTL TV
  - Belgique : 28 février 1992 sur La Une
  - France : 10 février 1993 sur TF1
  - Québec : 1er septembre 1994 sur TVA

## Distribution

### Acteurs principaux
Principaux acteurs, classés en fonction de leur importance dans la trame scénaristique
| Acteur                 | Personnage       | VF                                     | Saison                                                 | Nombres d'épisodes |
| ---------------------- | ---------------- | -------------------------------------- | ------------------------------------------------------ | ------------------ |
| Shannen Doherty        | Brenda Walsh     | Anne Rondeleux                         | saisons 1 à 4                                          | 111 épisodes       |
| Jason Priestley        | Brandon Walsh    | Luq Hamet                              | saisons 1 à 9 (jusqu'à l'épisode 5) - invité saison 10 | 245 épisodes       |
| Jennie Garth           | Kelly Taylor     | Emmanuelle Pailly puis Barbara Tissier | saisons 1 à 10                                         | 292 épisodes       |
| Luke Perry             | Dylan McKay      | Lionel Tua et parfois Vincent Ropion   | saisons 1 à 6, 9 à 10                                  | 199 épisodes       |
| Tiffani-Amber Thiessen | Valerie Malone   | Virginie Méry                          | saisons 5 à 9 (jusqu'à l'épisode 7)- invitée saison 10 | 137 épisodes       |
| Ian Ziering            | Steve Sanders    | Lionel Melet                           | saisons 1 à 10                                         | 292 épisodes       |
| Gabrielle Carteris     | Andrea Zuckerman | Sophie Gormezzano                      | saisons 1 à 5 -invitée saison 6, 8, et 10              | 147 épisodes       |
| Brian Austin Green     | David Silver     | Gilles Laurent                         | Saisons 1 à 10                                         | 292 épisodes       |
| Tori Spelling          | Donna Martin     | Stéphanie Murat / Edwige Lemoine       | saison 1 à 10                                          | 292 épisodes       |
| Kathleen Robertson     | Clare Arnold     | Valérie Siclay                         | saison 6 à 7 - récurrente saisons 4 à 5                | 99 épisodes        |
| Vincent Young          | Noah Hunter      | Denis Laustriat                        | saisons 8 à 10                                         | 84 épisodes        |
| Vanessa Marcil         | Gina Kincaid     | Dominique Westberg                     | saisons 9 à 10                                         | 37 épisodes        |
| Daniel Cosgrove        | Matt Durning     | Damien Boisseau                        | saisons 9 à 10                                         | 50 épisodes        |
| Jamie Walters          | Ray Pruit        | Alexandre Gillet                       | saisons 5 à 6                                          | 40 épisodes        |
| Lindsay Price          | Janet Sosna      | Julie Turin                            | saisons 8 à 10                                         | 71 épisodes        |
| Hilary Swank           | Carly Reynolds   | Monika Lawinska                        | saisons 8                                              | 20 épisodes        |
| Mark Damon Espinoza    | Jesse Vasquez    | Marc Saez                              | saison 4 à 5                                           | 50 épisodes        |
| Douglas Emerson        | Scott Scanlon    | Mathias Kozlowski                      | Saisons 1 à 2                                          | 27 épisodes        |
| Carol Potter           | Cindy Walsh      | Marion Game                            | saisons 1 à 5 -invitée saison 6 et 8                   | 146 épisodes       |
| James Eckhouse         | Jim Walsh        | Daniel Russo                           | saisons 1 à 5 invité Saison 6, 7 et 8                  | 146 épisodes       |
| Joe E. Tata            | Nat Bussichio    | Marc François puis Marc Lebel          | saisons 6 à 10 -récurrent saisons saison 1 à 5         | 238 épisodes       |

Shannen Doherty interprète Brenda Walsh
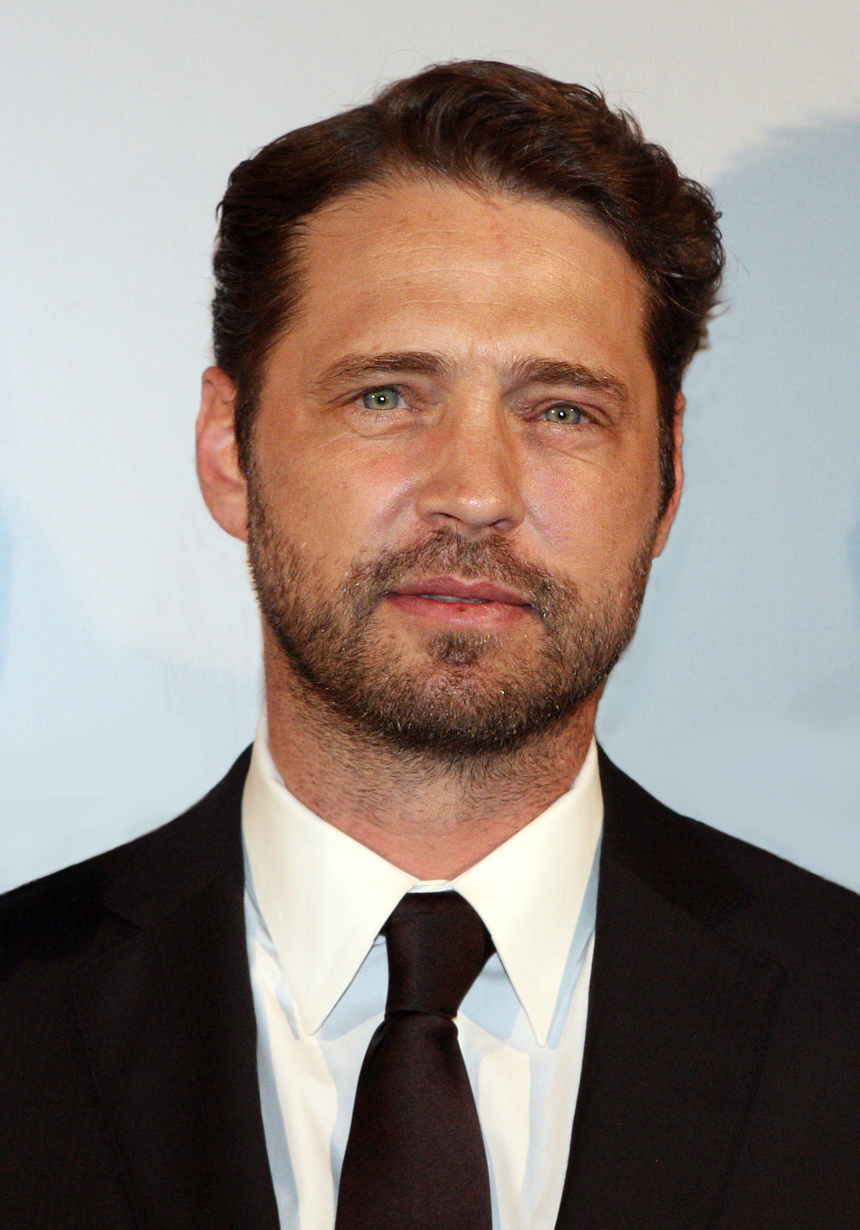
Jason Priestley interprète Brandon Walsh
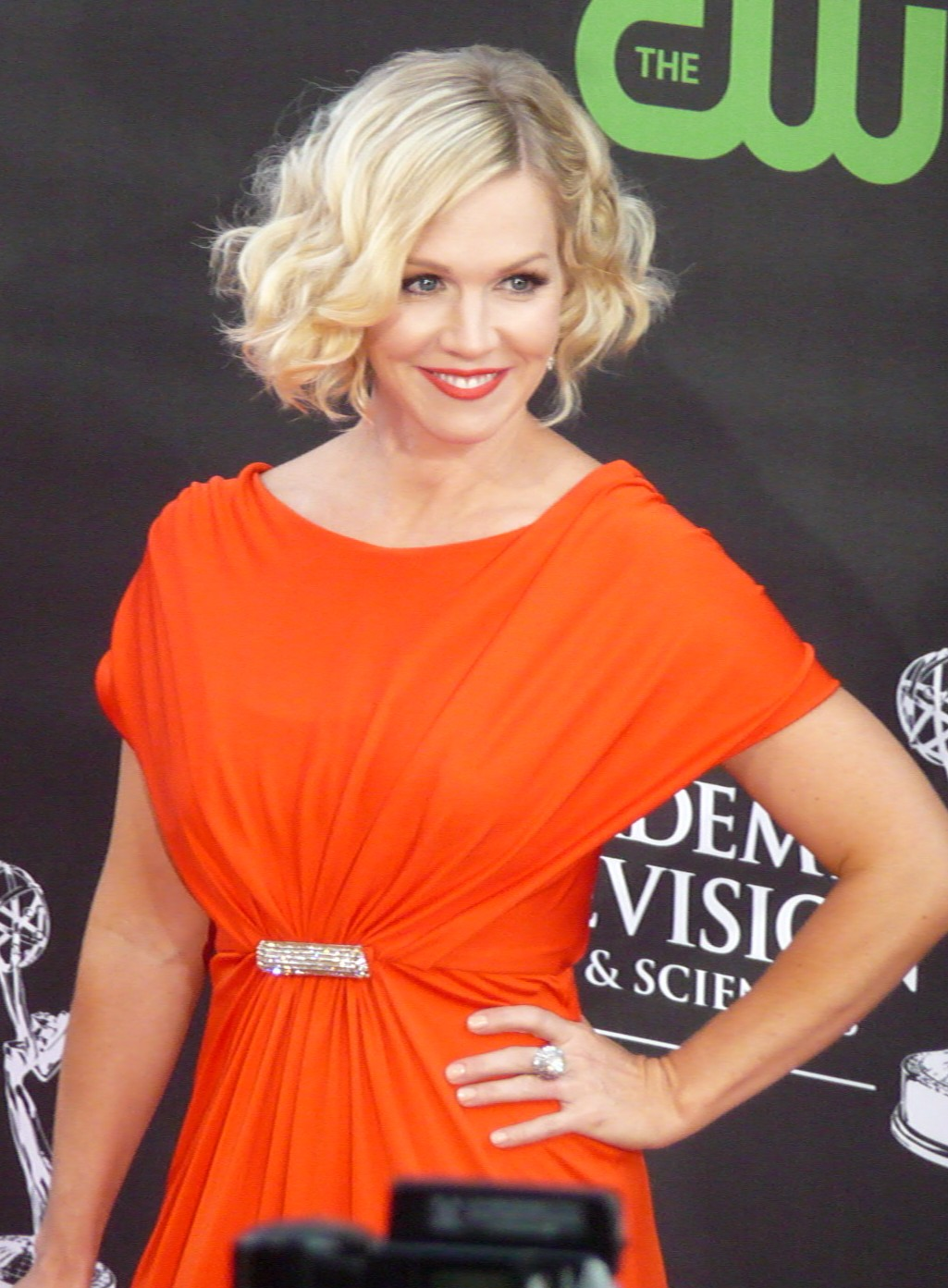
Jennie Garth interprète Kelly Taylor
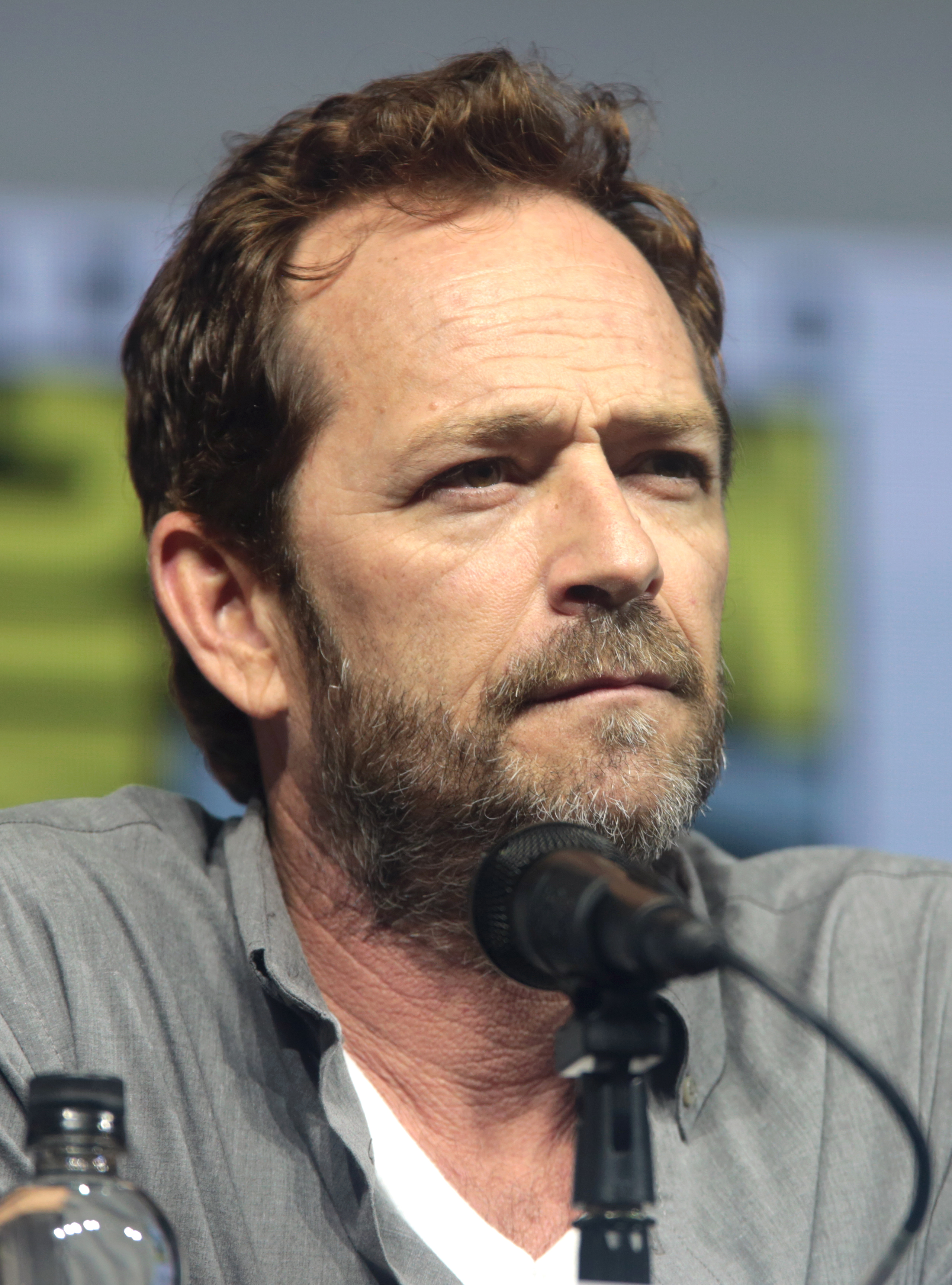
Luke Perry interprète Dylan McKay
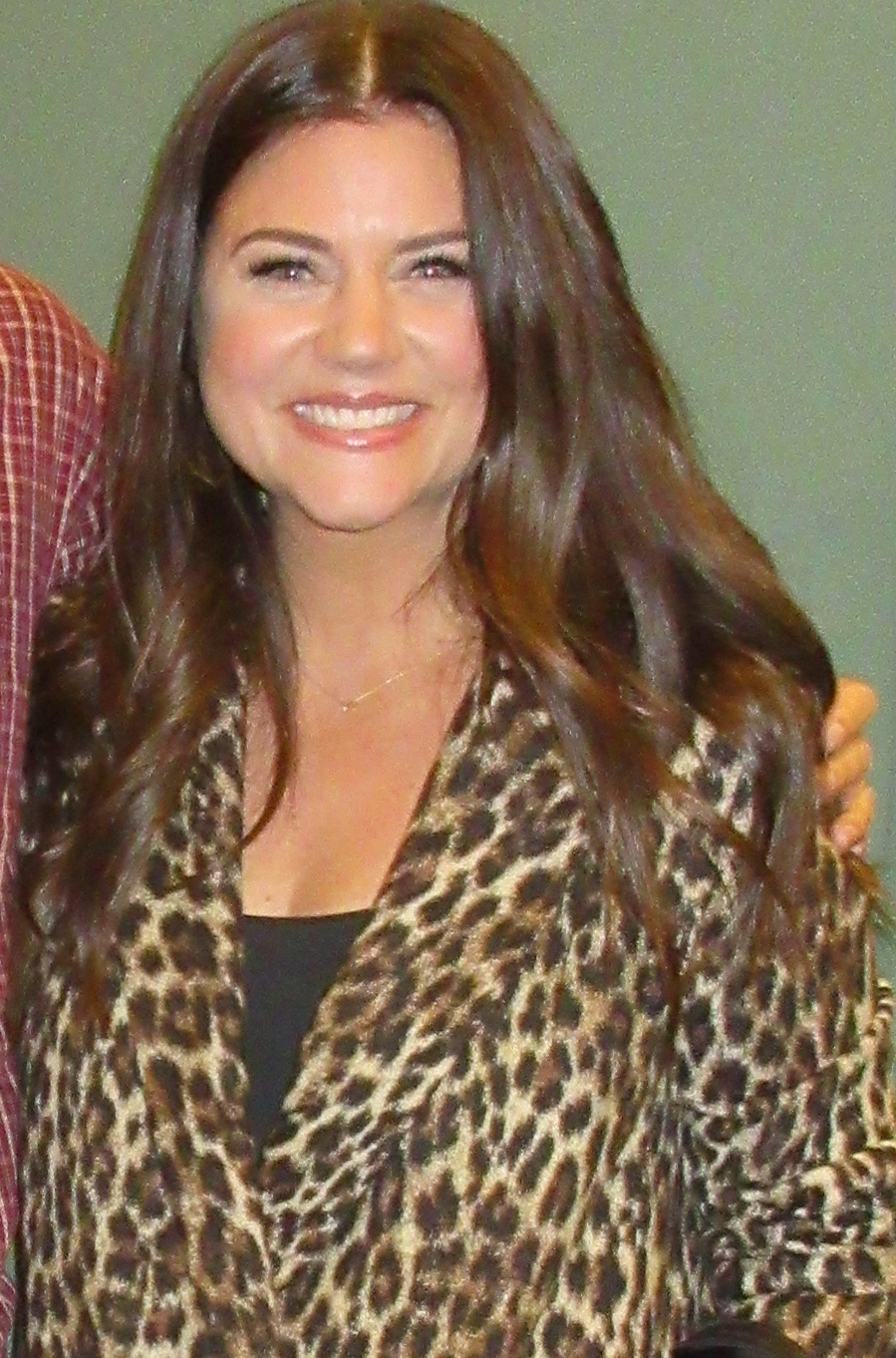
Tiffani-Amber Thiessen interprète Valerie Malone
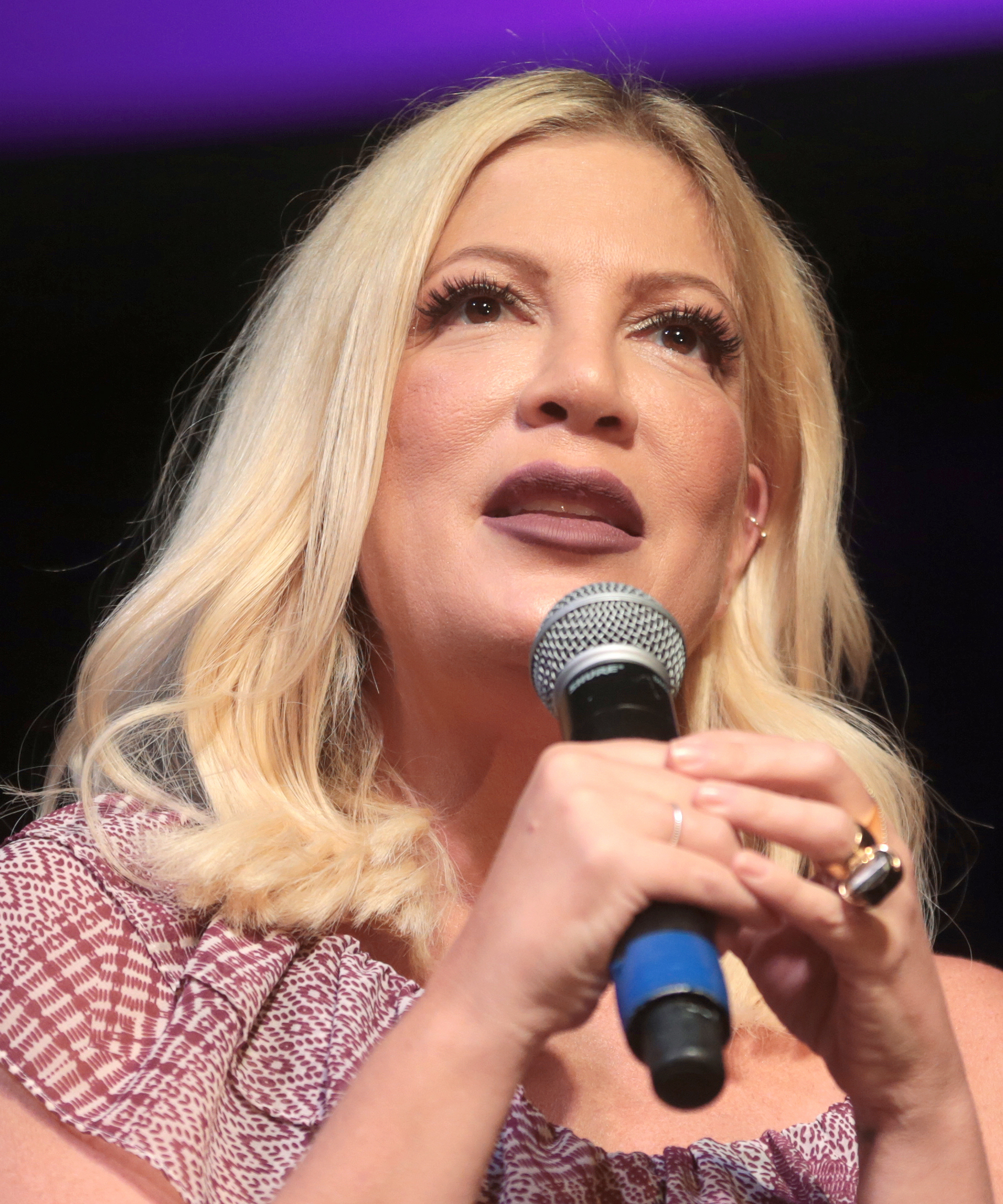
Tori Spelling interprète Donna Martin
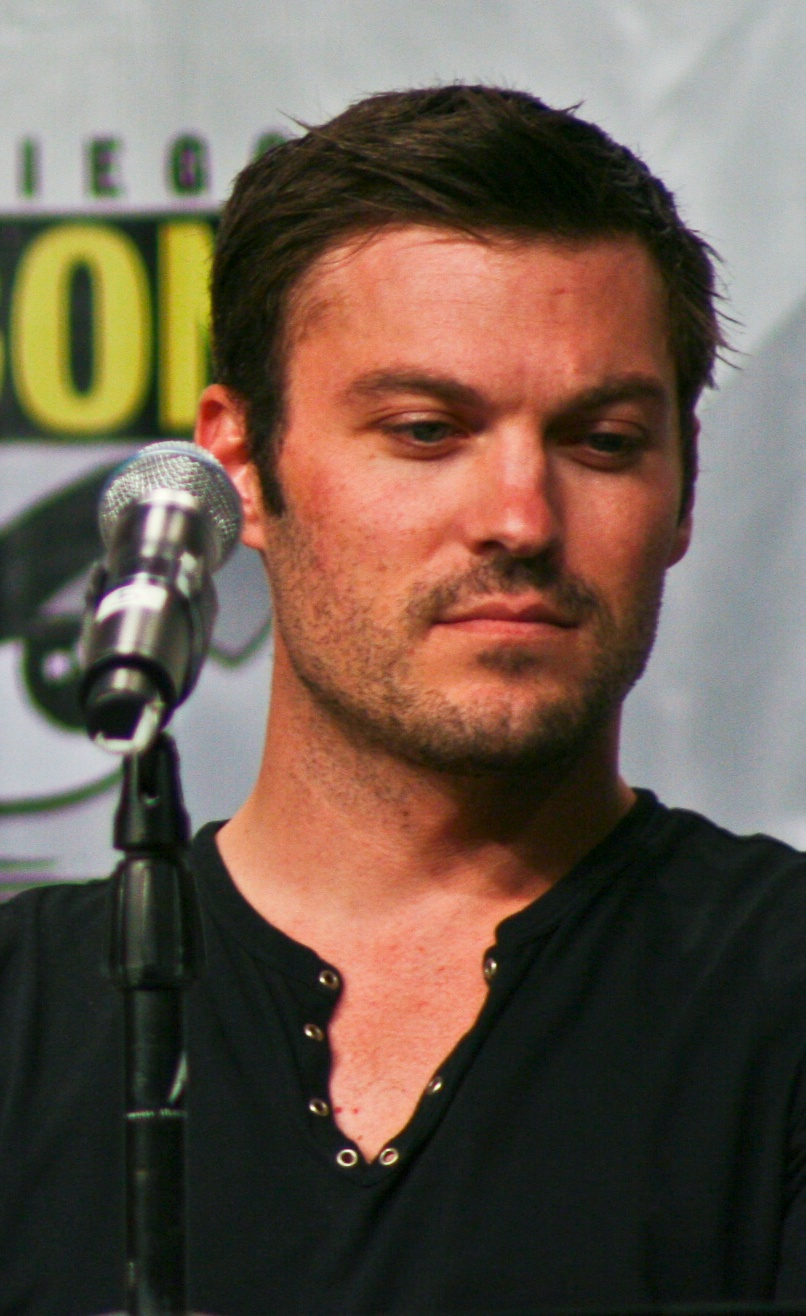
Brian Austin Green interprète David Silver
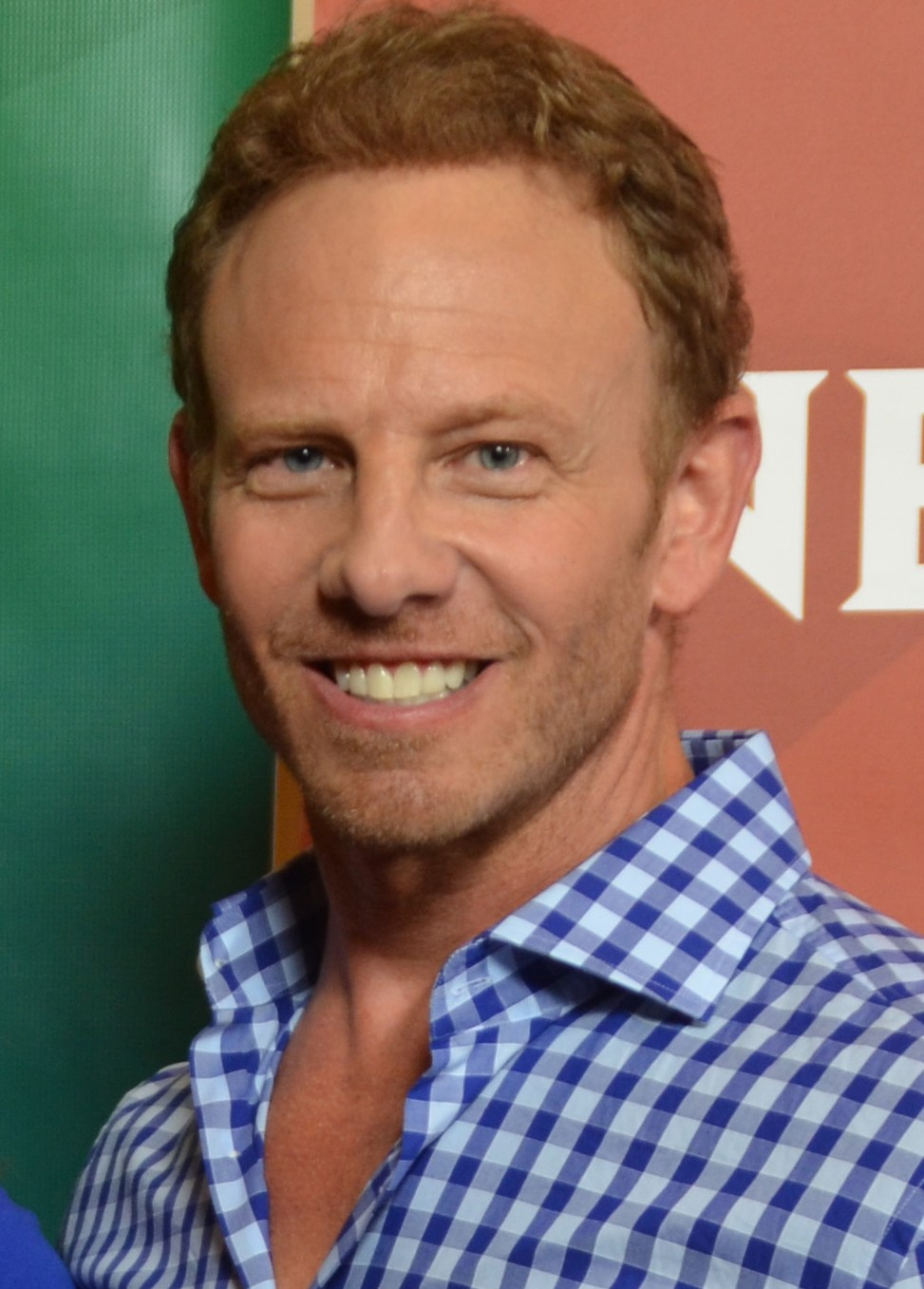
Ian Ziering interprète Steve Sanders
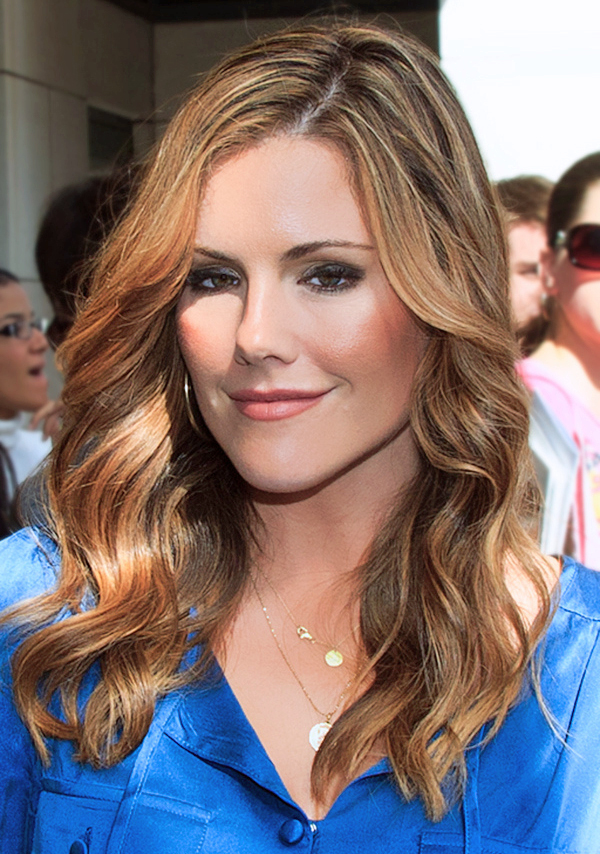
Kathleen Robertson interprète Clare Arnold
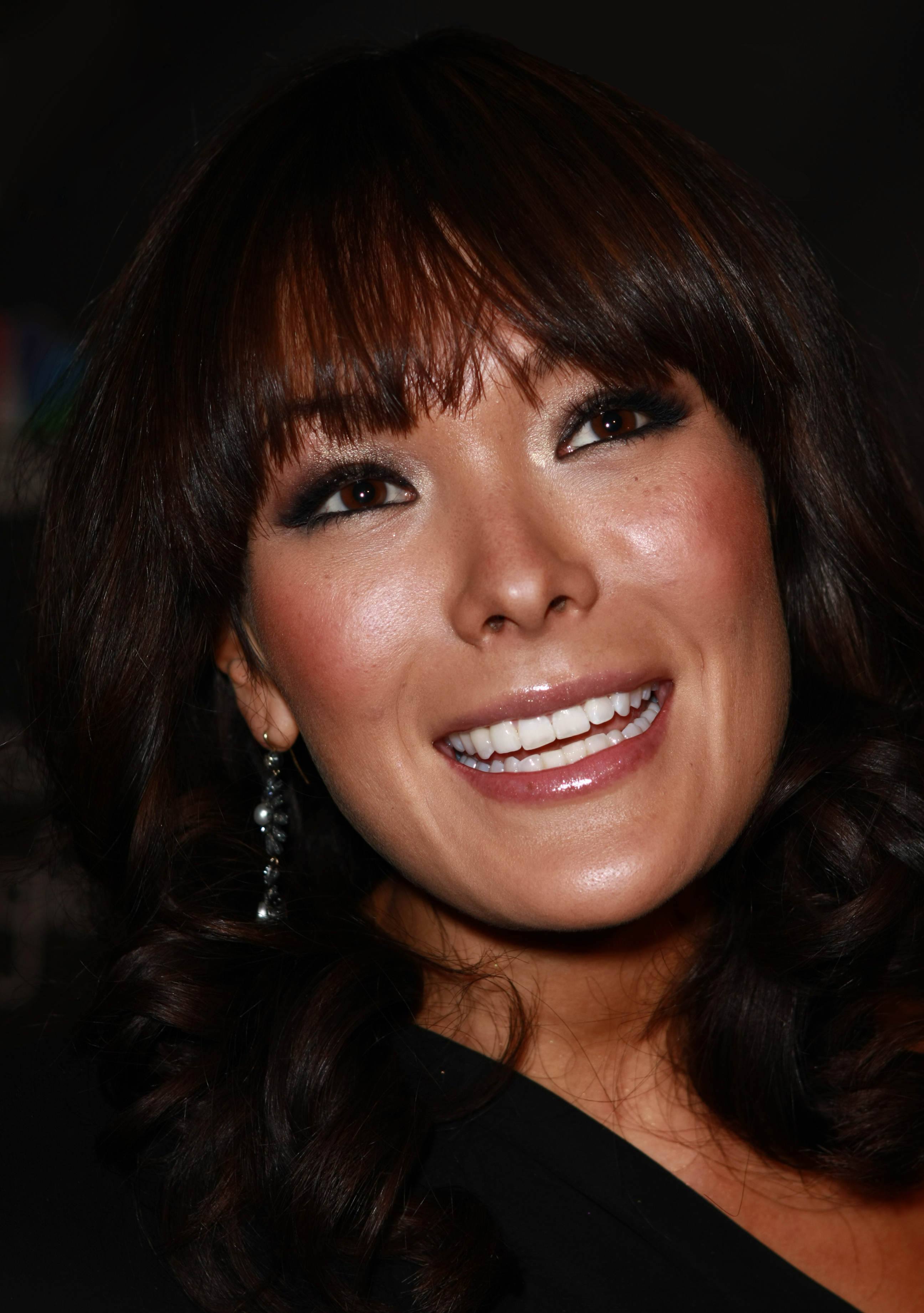
Lindsay Price interprète Janet Sosna
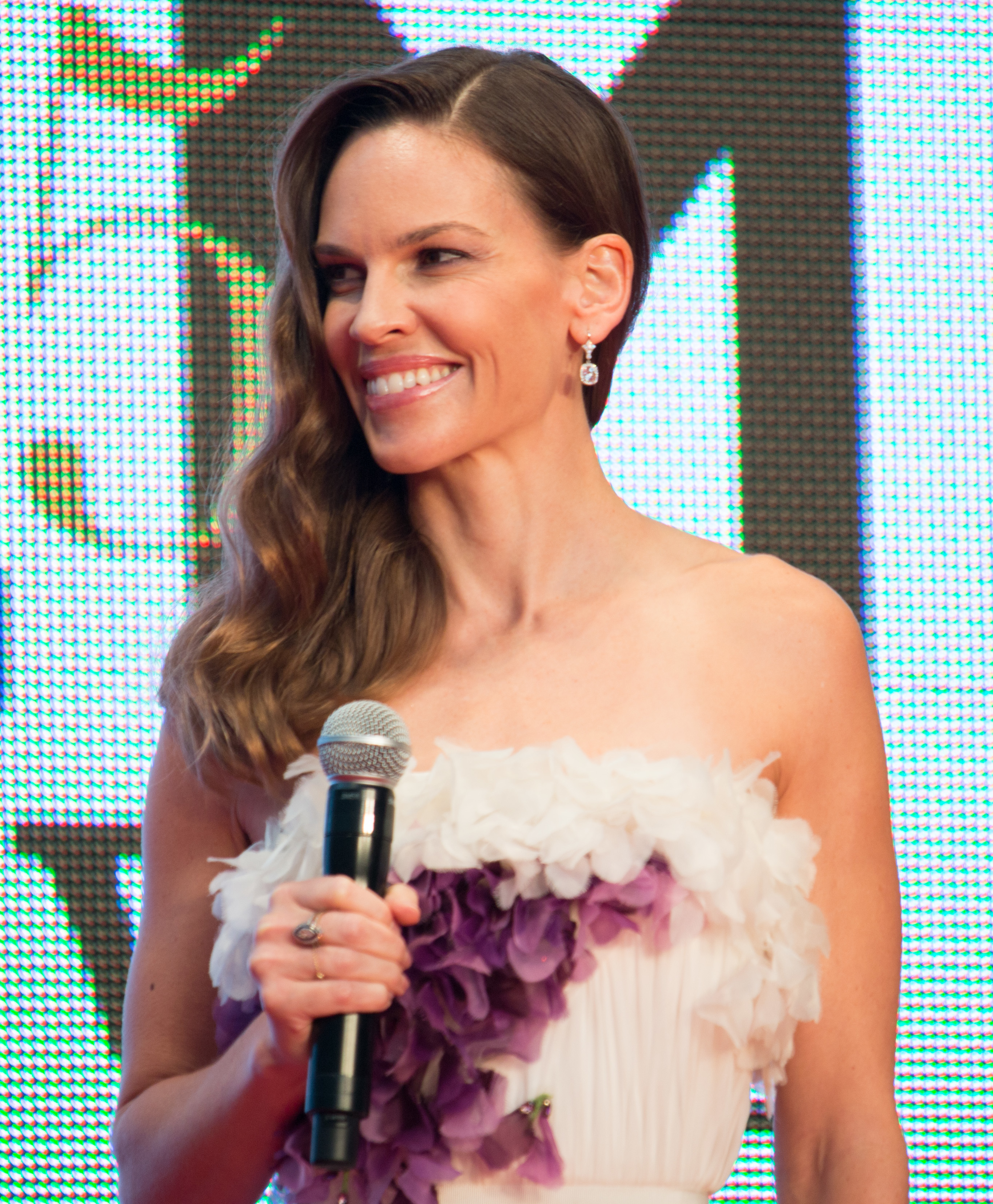
Hilary Swank interprète Carly Reynolds
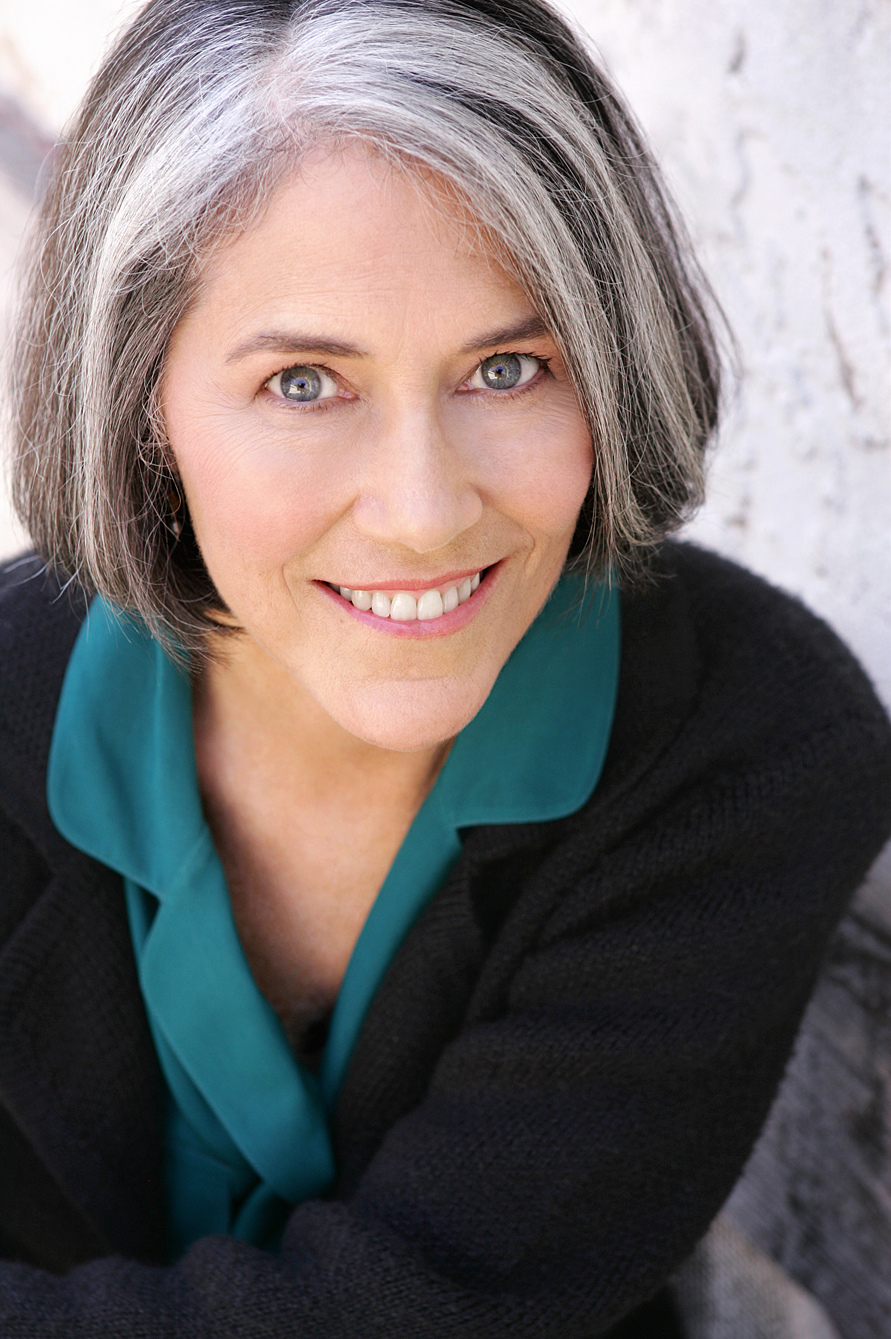
Carol Potter interprète Cindy Walsh

### Acteurs récurrents
- Ann Gillespie (en) (VF : Mireille Audibert puis Christine Delaroche) : Jackie Taylor (saisons 1 à 10)
- Christine Belford : Samantha Sanders (saisons 1 à 10)
- Denise Dowse (en) : Mme. Yvonne Teasley (saisons 1 à 3, 5, 6)
- James Pickens Jr: Henry Thomas (saisons 2 et 3) 10 épisodes
- Matthew Laurance (VF : Michel Clainchy) : Mel Silver (saisons 2 à 10)
- Christine Elise (VF : Martine Reigner) : Emily Valentine (saisons 2, 4 et 5)
- Wesley Allen Gullick : Willie(saison 2, 4, 5, 6, 7)
- Michael Cudlitz :Tony Miller  (saison 2 et 3)
- Dana Barron (VF : Laurence Crouzet) : Nikki Witt (saison 3)
- Mark Kiely (VF : Marc François) : Gil Meyers (saisons 3 et 4)
- Josh Taylor (VF : Michel Paulin) : Jack McKay (saisons 3 et 10)
- Katherine Cannon (VF : Joëlle Fossier) : Felice Martin (saisons 3 à 10) 40 épisodes
- Michael Durrell (VF : Jean-Claude De Goros) : John Martin (saisons 3 à 10)
- Randy Spelling : Ryan Sanders (saison 3, 6, 7, 10)
- Michael Anthony Rawlins: Jordan Bonner (saison 3)
- Matthew Porretta: Dan Rubin (saison 4)
- Cress Williams : D'Shawn Hardell  (saison 4)
- David Gail (VF : Vincent Violette) : Stuart Carson (saison 4)
- Joshua Beckett : Josh Richland  (saison 4 et 5)
- Paul Johansson (VF : Bertrand Liebert) : John Sears (saison 4)
- Dina Meyer (VF : Blanche Ravalec) : Lucinda Nicholson (saison 4)
- Kerrie Keane (VF : Francine Lainé) : Suzanne Steele (saison 4)
- Jennifer Grant (VF : Rafaèle Moutier) : Celeste Lundy (saison 4)
- Ryan Brown (VF : Alain Flick) : Morton Muntz (saison 4, 5, 6, 7, 8, 9, 10)
- Noley Thornton (saison 4) puis Johna Stewart-Bowden (saison 8) (VF : Sarah Moret) : Erica McKay
- Jed Allan (VF : Jacques Berthier) : Rush Sanders (saison 4 à 8 et 10)
- Nicholas Pryor (VF : Claude Joseph) : Milton Arnold (saison 4, 5, 6 et 7)
- Tracy Middendorf: Laura Kingman (saison 4)
- Brooke Theiss : Leslie Sumner (saison 4 et 6)
- Casper Van Dien: Griffin Stone  (saison 5)
- Jason Wiles: (VF : Fabrice Josso) : Colin Robbins (saison 6) 32 épisodes
- Elisa Donovan : Ginger LaMonica (saison 6) 4 épisodes
- Emma Caulfield (VF : Dorothée Jemma) : Susan Keats (saison 6) 30 épisodes
- Cameron Bancroft (VF : Emmanuel Curtil) : Joe Bradley (saison 6)
- Stanley Kamel (VF : Julien Thomast) : Tony Marchette (saison 6)
- Rebecca Gayheart (VF : Rafaèle Moutier) : Antonia Marchette (saison 6)
- Joseph Gian: Kenny Bannerman (saison 6)
- Jill Novick (VF : Hélène Leveque) : Tracy Gaylian (saison 7)
- Michelle Phillips: Abby Malone (saison 7, 8 et 9) 9 épisodes
- Corin Nemec : Derrick Driscoll (saison 7)
- Myles Jeffrey : Zach Reynolds  (saison 8) 15 épisodes
- Fatima Lowe: Terri Spar (saison 8)
- Nancy Moonves : Dr Nicki Long (saison 8, 10)
- Josie Davis (VF : Ève Lorach) : Camille Desmond (saison 10)

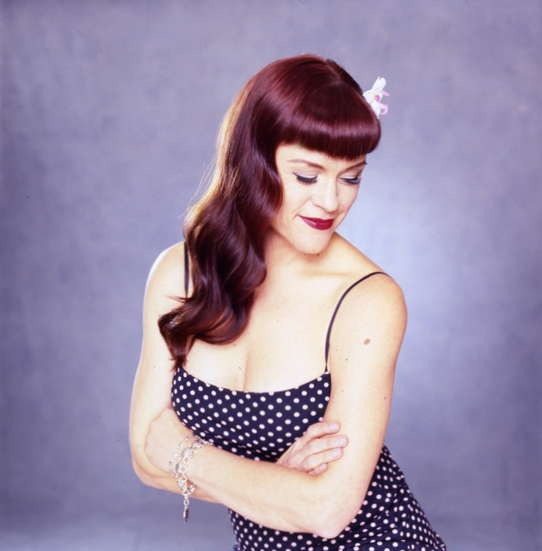
Christine Elise
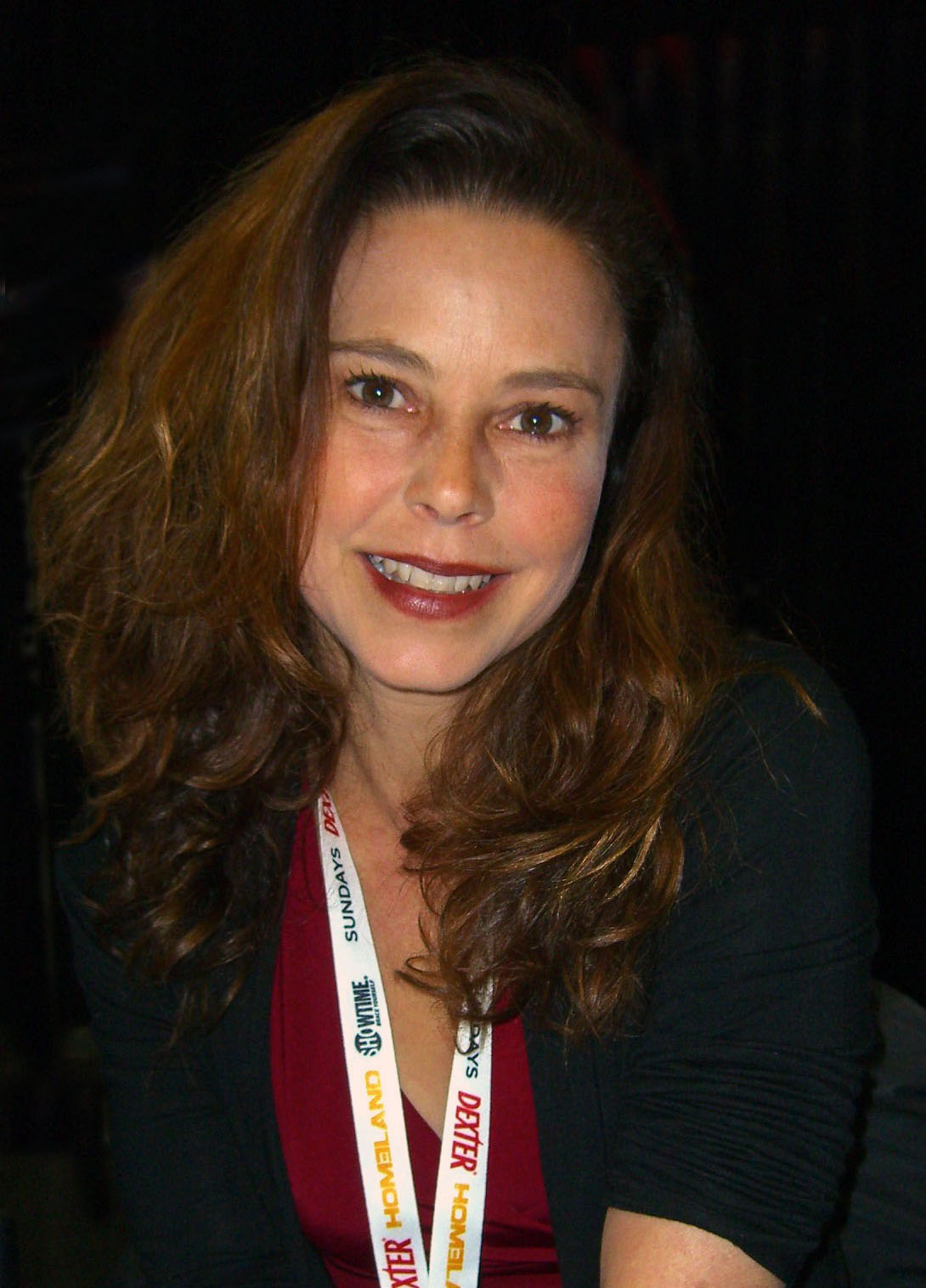
Dana Barron
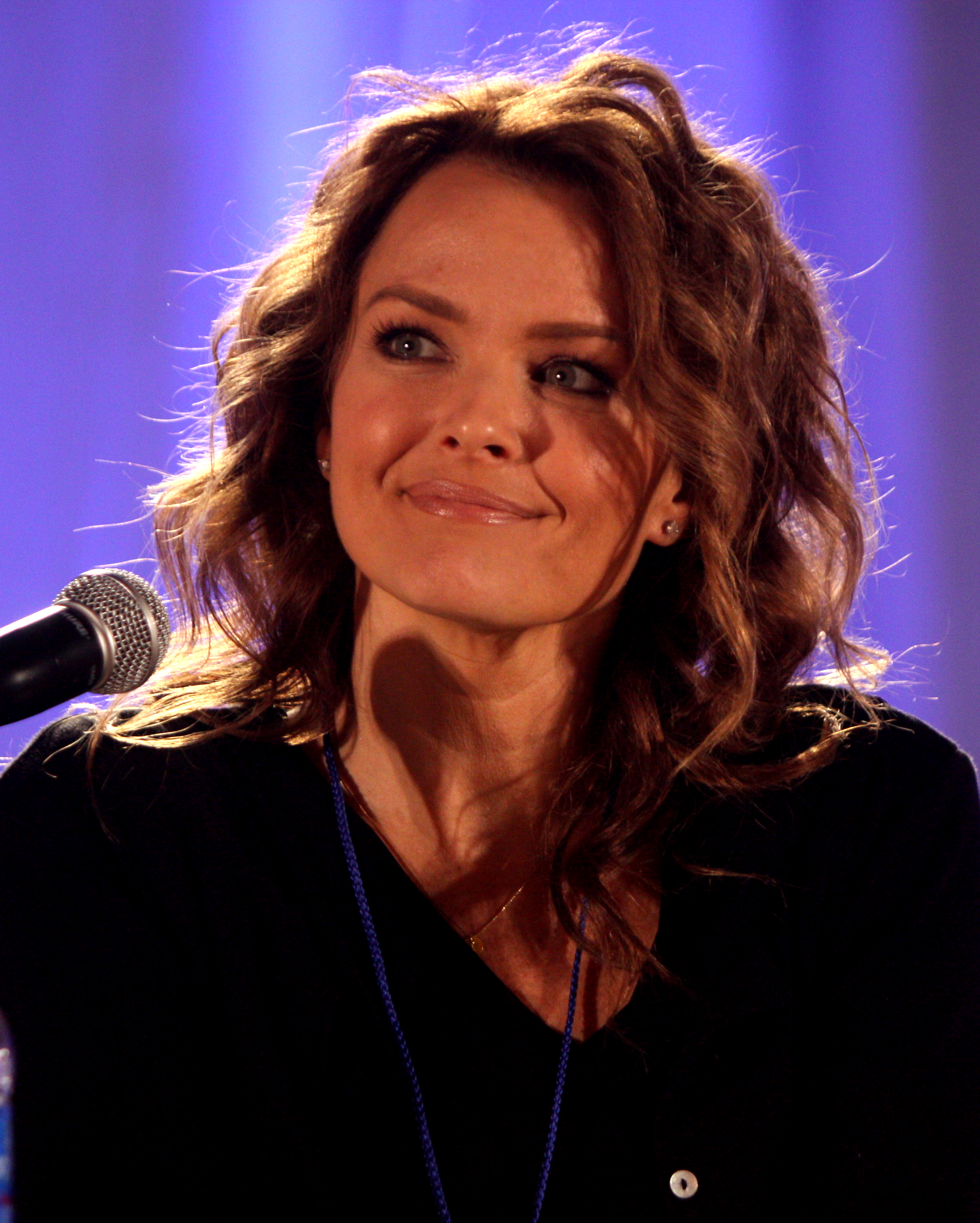
Dina Meyer
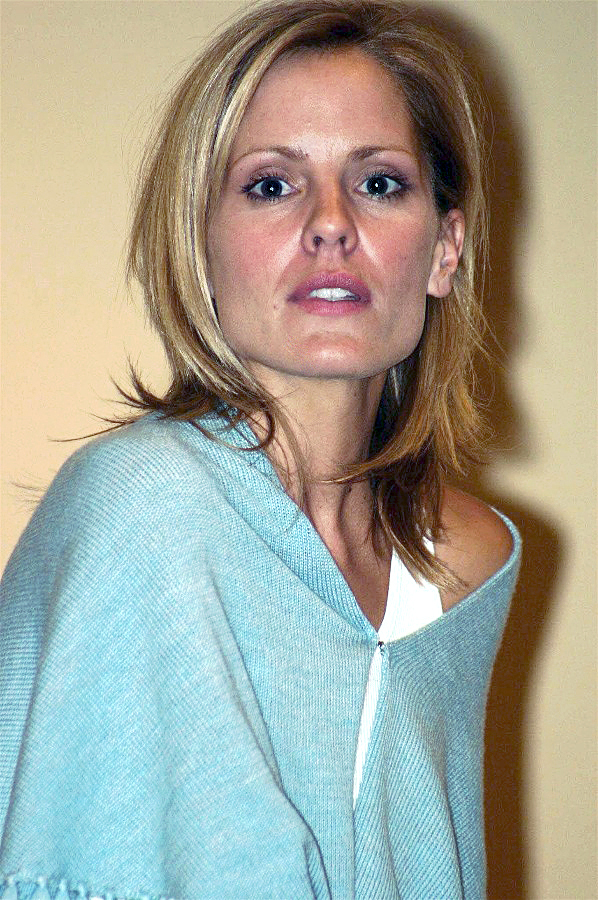
Emma Caulfield
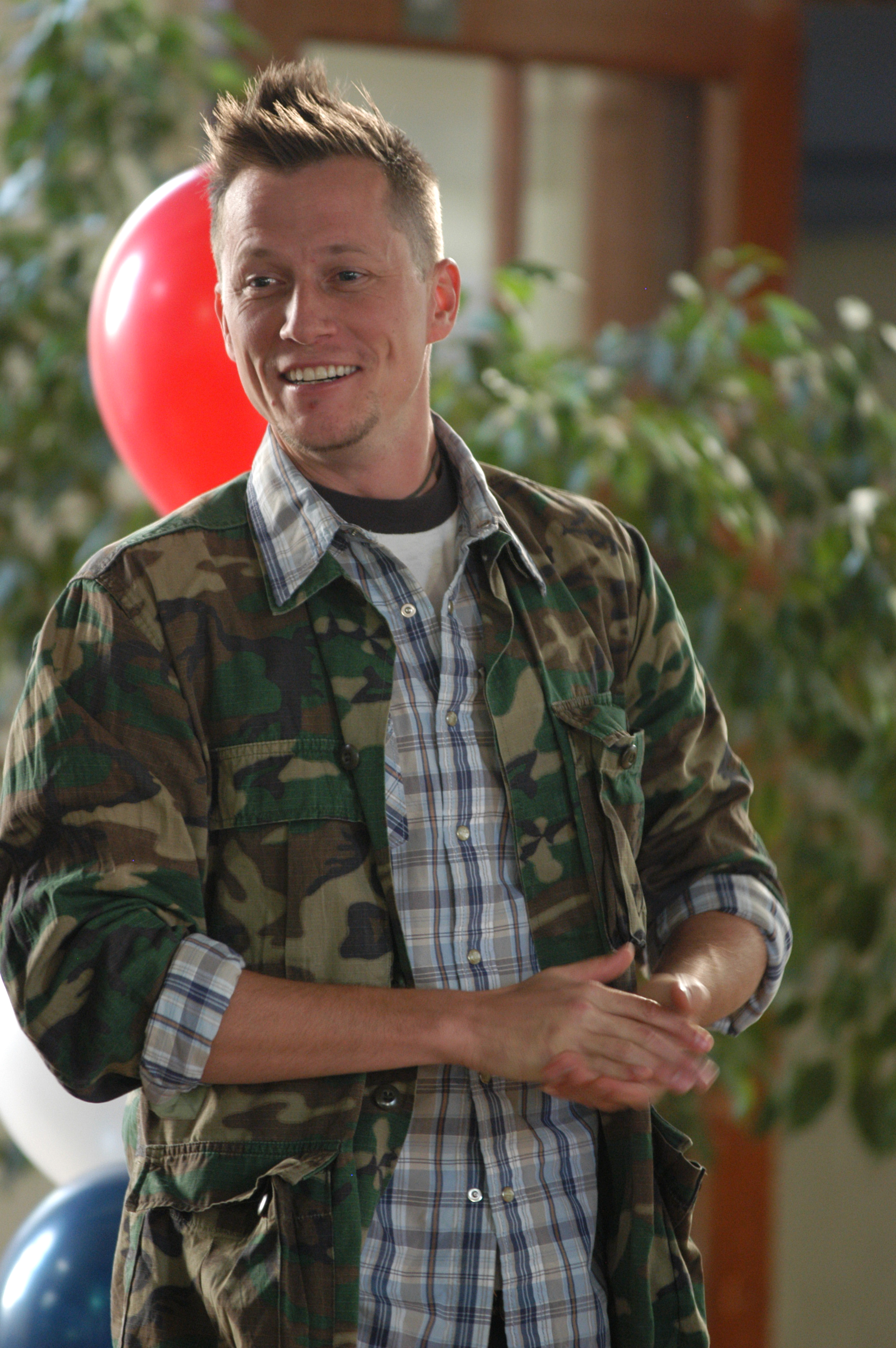
Corin Nemec
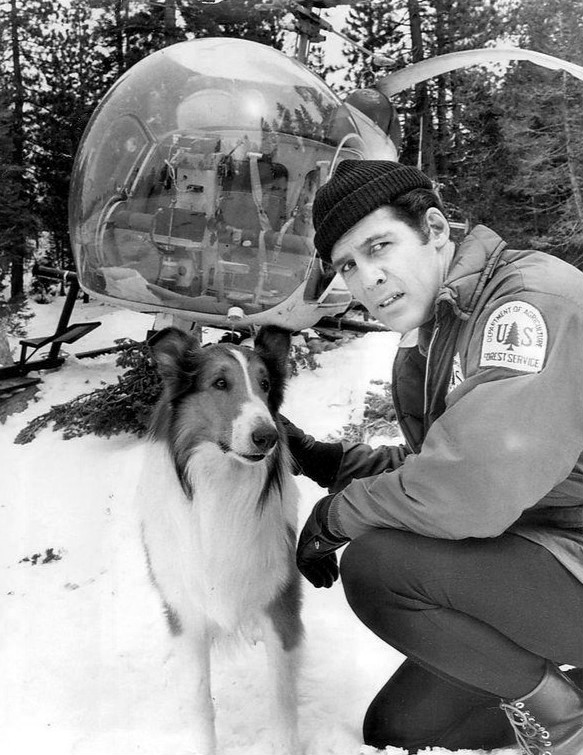
Jed Allan
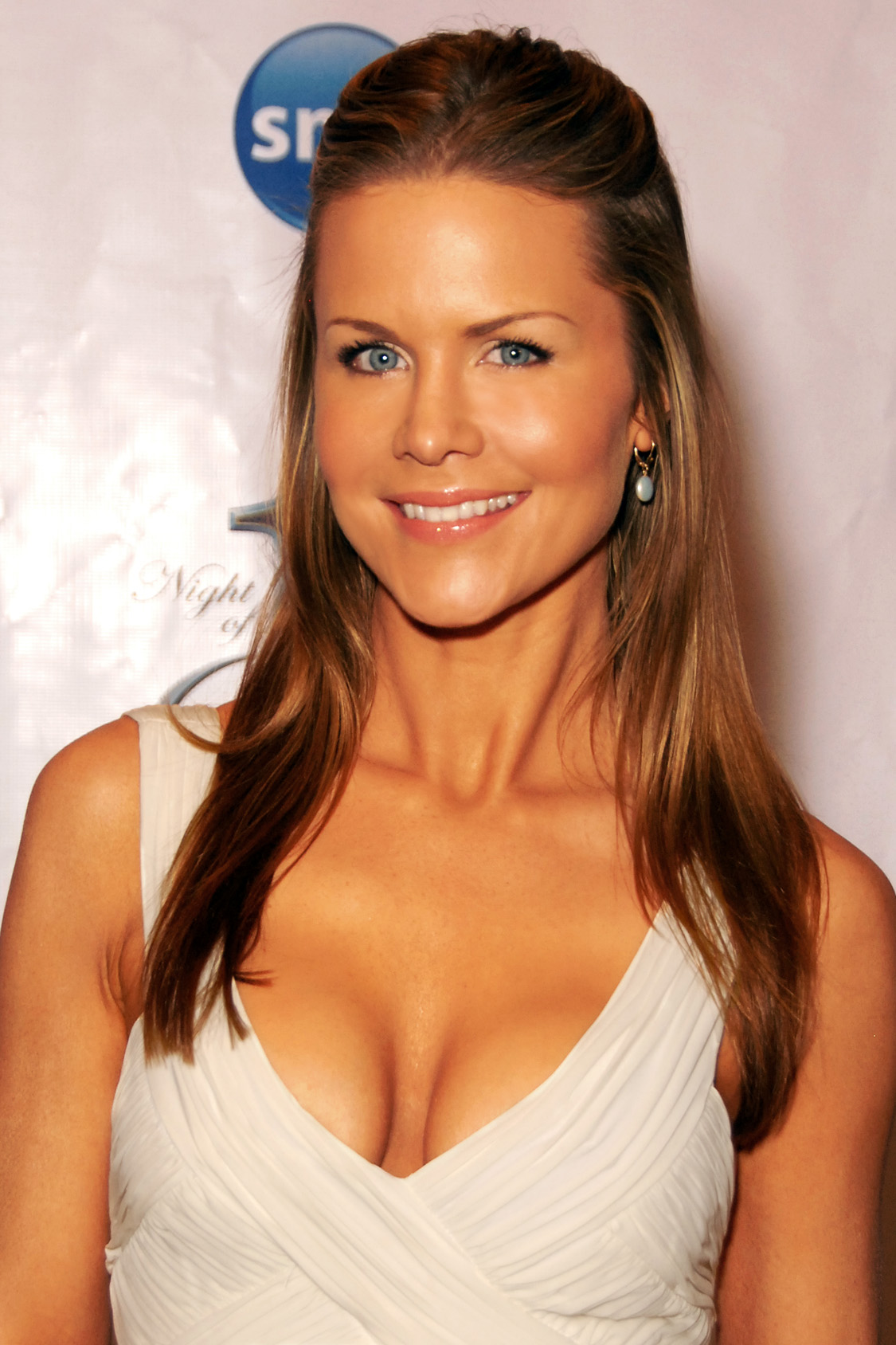
Josie Davis

## Épisodes
| Saison | Nombre d'épisodes | Diffusion originale sur Fox | Diffusion originale sur Fox | Diffusion originale sur Fox |
| Saison | Nombre d'épisodes | Années                      | Début de saison             | Fin de saison               |
| ------ | ----------------- | --------------------------- | --------------------------- | --------------------------- |
| 1      | 22                | 1990-1991                   | 4 octobre 1990              | 9 mai 1991                  |
| 2      | 28                | 1991-1992                   | 11 juillet 1991             | 7 mai 1992                  |
| 3      | 30                | 1992-1993                   | 15 juillet 1992             | 19 mai 1993                 |
| 4      | 32                | 1993-1994                   | 8 septembre 1993            | 25 mai 1994                 |
| 5      | 32                | 1994-1995                   | 7 septembre 1994            | 24 mai 1995                 |
| 6      | 32                | 1995-1996                   | 13 septembre 1995           | 22 mai 1996                 |
| 7      | 32                | 1996-1997                   | 21 août 1996                | 21 mai 1997                 |
| 8      | 32                | 1997-1998                   | 10 septembre 1997           | 20 mai 1998                 |
| 9      | 26                | 1998-1999                   | 16 septembre 1998           | 19 mai 1999                 |
| 10     | 27                | 1999-2000                   | 8 septembre 1999            | 17 mai 2000                 |

### Première saison (1990-1991)
La famille Walsh quitte le Minnesota pour Beverly Hills, et les jumeaux Walsh, Brenda et Brandon, vont à leur première journée d'école à West Beverly Hills High.
Au cours d'électronique, Brandon fait la connaissance de Dylan qui l'initie au surf et devient son ami. Brandon est tiraillé entre son ancienne vie et cette nouvelle vie qui ne lui laisse aucun répit. Néanmoins, il s'adapte très vite en trouvant un emploi au Peach Pit.
Brenda doit faire face au niveau de vie élevée de ses nouvelles copines ce qui la frustre car elle n'est pas aussi fortunée qu'elles. Brenda a jeté son dévolu sur Dylan, un ami de Brandon. Les relations entre les deux copains deviennent houleuses.
Kelly, qui tente de faire croire à ses amis qu'elle a une vie fabuleuse, fait face dans le secret aux problèmes d'alcoolisme et de drogue de sa mère.

### Deuxième saison (1991-1992)
Brenda, qui craint d'être enceinte, se garde bien d'en souffler mot à ses parents. Après avoir longtemps réfléchi, elle décide de se séparer de Dylan. Elle commence à prendre des cours d'art dramatique et réussit à montrer ses sentiments lors de ses cours. Elle finira même par avoir des sentiments pour un de ses profs de cours d'art dramatique, ce qui posera un conflit entre Andréa et Brenda. Néanmoins, elle se rendra compte que ses sentiments envers Dylan lui posent des soucis. Aussi, au cours de la saison, Brenda va travailler dans une boutique et découvre les aléas du commerce. Après maintes péripéties, elle se remettra en couple avec Dylan. Leur fidélité sera mise à l'épreuve lorsqu'ils font chacun une rencontre intéressante. Brenda se fera agresser au Peach Pit par un homme armé d'un fusil à pompe qui fait irruption et vole l'argent de la caisse. Traumatisée, elle se rend chez un psychologue... Enfin, elle accepte de passer un week-end au Mexique avec Dylan malgré l'interdiction de son père, ce qui créera des tensions.
Brandon, quant à lui, trouve un travail pour la période des vacances, au club de la plage de Beverly Hills. Il commence à réaliser que son nouveau travail pourrait comporter des risques inattendus, lorsqu'une amitié naissante avec un promoteur influent dans le milieu du sport devient plus dangereuse qu'il n'aurait pu le penser.
Kelly et David apprennent que leurs parents sont amoureux. Les Taylor et les Silver se rapprochent de plus en plus. Jackie, la mère de Kelly, est enceinte de Mel, le père de David. Ignorant cette grossesse, Mel la demande en mariage. Kelly ne peut s'empêcher d'en parler avec ses amis... Le mariage des Taylor-Silver a lieu sans problème mais Kelly est triste de se séparer de Jake.
Après un accident, Dylan se réfugie chez les Walsh, créant des conflits avec Brenda. Il finira par rendre visite à son père en prison.

### Troisième saison (1992-1993)
Alors que Brenda et Donna partent pour Paris, Kelly préfère rester pour s'occuper de sa petite sœur et se rapproche de Dylan. Ils flirtent ensemble ce qui aura des conséquences sur Brenda, qui n'est pas en reste avec l'américain qu'elle rencontrera à Paris. Brandon s'entichera de Nikki qui retournera à San Francisco. La joyeuse bande retrouve l'école pour la dernière année. S'ensuivront des réconciliations autant que de ruptures et un divorce (Mel et Jackie). Steve trafiquera les ordinateurs de l'école pour les notes. Après être sorti de prison, le père de Dylan mourra dans l'explosion de sa voiture, ce qui aura pour conséquence un rapprochement entre Brenda et Dylan. Kelly deviendra anorexique depuis le divorce et la vente de la maison.
Le bal de fin d'année arrive et chacun use de stratagèmes pour y aller et Donna se fera surprendre complètement ivre ce qui entraînera une manifestation menée par Brandon dans le lycée car elle doit être expulsée sans avoir son diplôme mais tout rentrera dans l'ordre. Dylan obtient de très bonnes notes à ses examens et Andréa, admise à Yale, ne sait pas où elle ira, ayant peur de quitter la Californie.

### Quatrième saison (1993-1994)
La bande intègre l'Université de Californie à Los Angeles, Andrea ayant décidé de rester en Californie pour s'occuper de sa grand-mère malade. Ils font la découverte de l'université et de son hostilité envers les étudiants de première année. Brandon, Steve, Kelly, Donna et Brenda essayent de rejoindre un club. Steve et Donna rejoignent celui de leurs parents accompagnés de Kelly. Brandon et Andrea renoncent à rejoindre le Condor, le journal de l'université.

## Production

### Développement
Avant d'être nommée Beverly Hills 90210, la série a eu le titre provisoire Class of Beverly Hills. Elle avait à l'origine des épisodes auto-conclusifs avec à chaque fois deux histoires distinctes axées sur les problèmes des adolescents mais elle est ensuite devenue un teen soap opera, constituant une réminiscence de la jiggle television (en) des années 1970.
Le nombre 90210 est l'un des codes postaux de Beverly Hills choisi volontairement pour accompagner le titre.

### Attribution des rôles
Kristin Dattilo a refusé le rôle de Brenda Walsh. Elle apparaîtra finalement plus tard dans la première saison dans le rôle de Melissa Coolidge.
Jennie Garth a auditionné cinq fois pour le rôle de Kelly Taylor avant de l'obtenir.
Luke Perry a initialement auditionné pour le rôle de Steve Sanders mais il est choisi pour le rôle de Dylan McKay.
Tori Spelling a aussi auditionné pour le rôle de Kelly Taylor sous le nom de Tori Mitchell.
Lyman Ward a été initialement engagé pour le rôle de Jim Walsh mais il a été remplacé par James Eckhouse. À la suite de ce changement, les scènes tournées avec Lyman Ward ont dû être reprises.
Douglas Emerson était à l'origine prévu pour incarner David Silver, finalement interprété par Brian Austin Green, avant d'être choisi pour incarner Scott Scanlon.
Au début de la série, le nom original du personnage joué par Tori Spelling était Donna Morgan car sa mère se nomme Nancy Martin (interprétée par Jordana Capra). Dans la deuxième saison, elle se nomme Felice Martin (interprétée par Katherine Cannon).
Dans l'épisode pilote, le rôle de Jackie Taylor a d'abord été joué par Pamela Galloway, puis par Ann Gillespie pour le reste de la série.
Avant que Josh Taylor ne reprenne définitivement le rôle de Jack McKay, père de Dylan, Terence Ford et Arthur Brooks ont interprété le père de Dylan dans deux épisodes.
Dans l'épisode 3 de la première saison, Mel Silver, le père de David, était censé être un producteur de séries télévisées mais, bien plus tard dans l'épisode, il est possible de constater qu'il est chirurgien-dentiste.
Après les quatre premières saisons, Shannen Doherty quitte la série. L'actrice révèle plus tard qu'elle a en réalité « été poussée » vers la sortie par les producteurs, pour son comportement jugé inacceptable. La jeune femme arrivait fréquemment en retard et s'était brouillée avec une bonne partie de la distribution, notamment Tori Spelling et Jennie Garth.

### Tournage
La maison de la famille Walsh, dont l'adresse dans la série est 933, Hillcrest Drive à Beverly Hills, est en fait située au 1675E, Altadena Drive à Altadena.
West Beverly Hills High, le lycée de Beverly Hills, est en fait Torrance High, à Torrance (Californie). Torrance High a également été utilisé pour les décors du lycée de Sunnydale dans la série Buffy contre les vampires.

### Diffusion internationale
- États-Unis / Canada : simultanément du 4 octobre 1990 au 17 mai 2000 sur le réseau FOX (États-Unis) et sur le réseau Global (Canada)
- En France : 
  - du 10 février 1993 au 7 avril 2001 sur TF1 (et rediffusé à de nombreuses reprises en 2002, 2003, 2006 et 2007 + la saison 6, sauf épisodes 31 et 32, du 12 avril au 21 mai 2010) ;
  - entre 2001 et septembre 2003 puis dès le 20 mars 2006 sur Série Club ;
  - également sur TF6, RTL9, TV Breizh + Direct 8 (saison 8 uniquement) ;
  - nouvelle diffusion depuis novembre 2020 sur AB1.
- En Belgique : 
  - dès le 28 février 1992 sur La Une ;
  - rediffusé sur AB3.
- Au Luxembourg : de 1991 à 1993 sur RTL TV.
- Au Québec : à partir du 1er septembre 1994 sur le réseau TVA.

## Univers de la série

### Personnages principaux

#### Brandon Walsh
Brandon est profondément gentil et a de grandes valeurs qu'il n'hésite pas à défendre. C'est également un jeune homme cultivé. Dès son arrivée, Brandon rencontre Steve, puis Dylan, avec lesquels il se lie d'amitié. Il rencontre aussi plusieurs jeunes femmes dont il tombe amoureux rapidement. Brandon fait partie du journal de l'école, il se voit futur journaliste et prend à cœur ce petit boulot.

#### Brenda Walsh
Dès son arrivée, Brenda se lie d'amitié avec Kelly, puis avec Donna. Brenda n’est pas une jeune femme facile. Elle a un fort caractère, elle est obstinée et parfois fantasque. Elle s'entend très bien avec son jumeau même s'ils ne se comprennent pas toujours. Dès son arrivée, Brenda tombe sous le charme du beau Dylan avec qui elle va vivre une idylle.

#### Kelly Taylor
Kelly est une jeune fille populaire et sexy. Tout le lycée veut être son ami(e). Au début de la série, Kelly est assez prétentieuse pour cacher sa vie, ce qu'elle ressent réellement. Elle est la meilleure amie de Donna, et devient celle de Brenda lorsqu'elle arrive au lycée.
Dans l'épisode 13 de la saison 1 "La soirée pyjama", Kelly indique à ses amies que son deuxième prénom est Marlene.

#### Dylan McKay
Dylan est le bad boy du show. Son père, un puissant homme d'affaires, n'est jamais là. Dylan n'est pas du genre à se laisser marcher sur les pieds et n'aime pas que l'on marche sur ceux des autres. Il défend les plus faibles. À l'arrivée de Brandon, les deux jeunes hommes se lient rapidement d'amitié. Dylan est également fan de surf et n'assume pas totalement le fait qu'il soit riche. Le grand amour de Dylan sera incontestablement Brenda.

#### Valerie Malone
Valerie est la fille d'un couple d'amis de Jim et Cindy Walsh, et donc l'amie d'enfance de Brandon et Brenda lorsque la famille vivait dans le Minnesota. Valerie prendra comme ennemie numéro un la blonde Kelly Taylor. Peste machiavélique, cupide, prête à tout pour obtenir ce qu'elle veut, la sulfureuse brune incarnée par Tiffani Amber-Thiessen enchaînera les histoires d'amours douteuses, les tromperies et les sales coups avant de se mettre à dos la bande de copains.

### Les comédiens

Les têtes d'affiches de la série
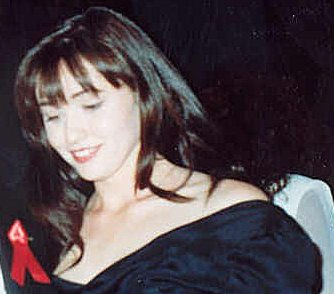
Shannen Doherty interprète Brenda Walsh.
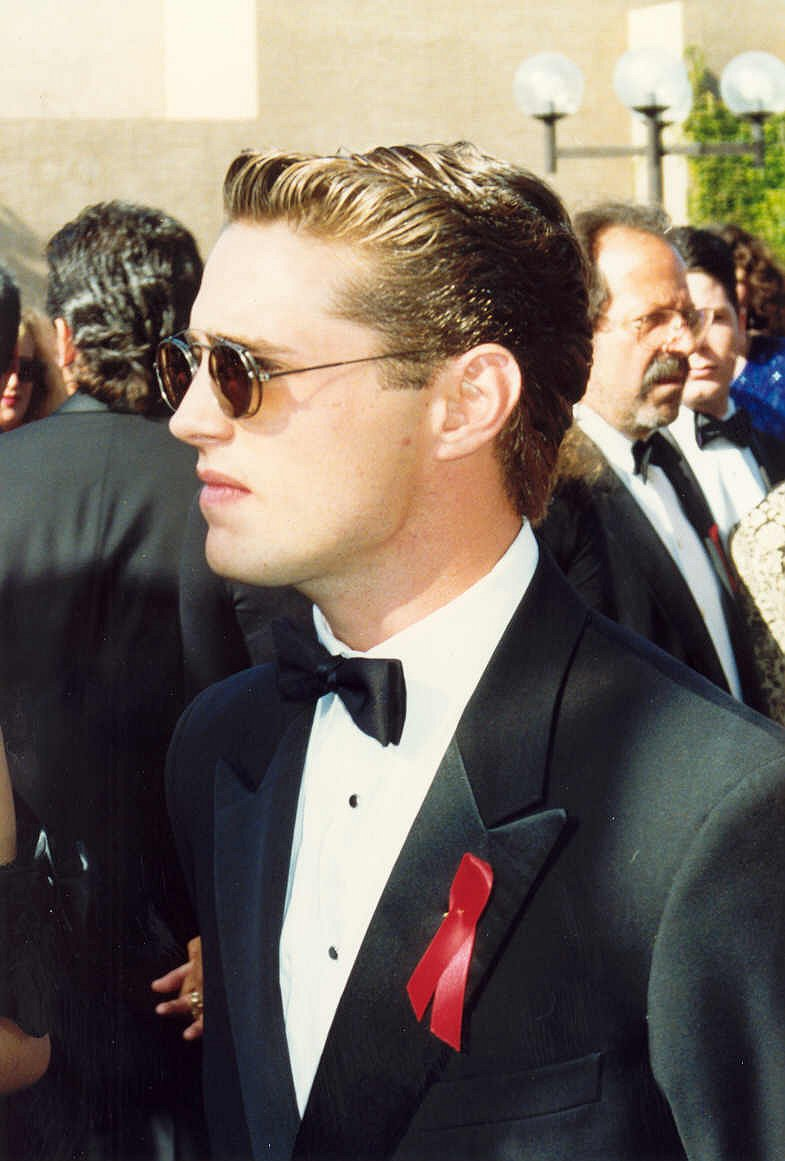
Jason Priestley interprète Brandon Walsh.
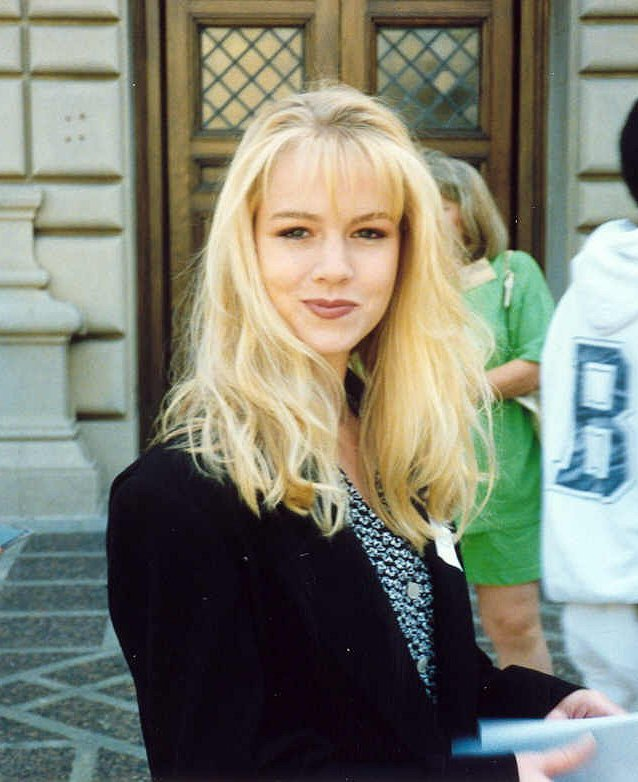
Jennie Garth interprète Kelly Taylor.
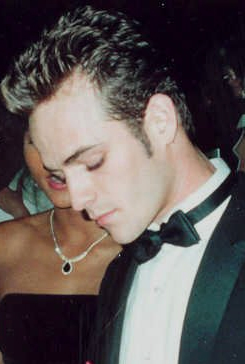
Luke Perry interprète Dylan Mckay.
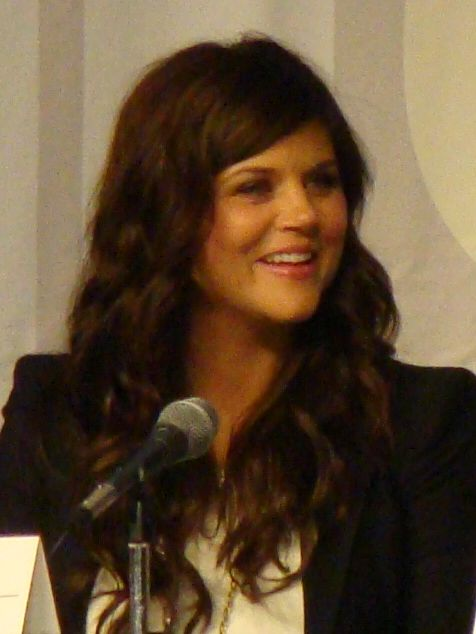
Tiffani Amber Thiessen interprète Valerie Malone.

### 90210 Beverly Hills: Nouvelle Génération
Cinq acteurs de la première série reviennent :
- Jennie Garth: Kelly Taylor (20 épisodes - 1.01, 1.02, 1.03, 1.04, 1.05, 1.06, 1.09, 1.10, 1.11, 1.13, 1.18, 1.19, 1.20, 1.23, 1.24, 2.03, 2.06, 2.07, 2.10, 2.13)
- Shannen Doherty : Brenda Walsh (7 épisodes - 1.02, 1.03, 1.04, 1.05, 1.11, 1.12, 1.24)
- Ann Gillespie : Jackie Taylor (6 épisodes - 1.03, 1.18, 2.05, 2.06, 2.09, 2.10)
- Joe E. Tata : Nat Bussichio (3 épisodes - 1.01, 1.02, 1.04)
- Tori Spelling : Donna Martin (2 épisodes - 1.19, 1.20)

Dans la suite de la série, 90210 Beverly Hills : Nouvelle Génération, Kelly Taylor vit toujours à Beverly Hills avec son fils, Sammy et sa demi-sœur, Erin Silver. Elle et Dylan McKay, père de Sammy, sont désormais séparés et elle est conseillère d'orientation au lycée West Beverly. Andrea Zuckerman et Jesse Vasquez ont eu une fille, Hannah. Note : Andrea a eu sa fille, Hannah, dans la quatrième saison de Beverly Hills, 90210.
Brenda Walsh, devenue actrice, revient quatorze ans plus tard. Alors que Kelly était intéressée par Ryan Matthews, Brenda couche avec lui. Brenda apprend par la suite qu'elle ne peut pas avoir d'enfants. Brenda est ensuite repartie pour la Chine et a adopté une petite fille. Nat est toujours le gérant du Peach Pit. Donna révèle à Kelly qu'elle et David sont également séparés. Elle retrouve sa belle-sœur, Erin. Donna cherche un bâtiment à louer en ville pour l'ouverture d'un nouveau magasin. Beverly Hills manque à Donna alors que David est satisfait de vivre au Japon. Donna trouve finalement un bâtiment à louer pour son nouveau magasin.

### BH90210
Le 28 février 2019 la chaine Fox annonce la commande de 6 épisodes diffusés durant l'été 2019. Dans cette nouvelle série, les comédiens de la distribution originale feront leur retour et interprèteront leurs propres rôles, avec la nuance qu'ils seront d'anciens comédiens d'une série populaire qui cherchent à vendre la suite de leurs aventures.
Le 4 mars 2019, le comédien Luke Perry décède des suites d'un AVC. Lui, comme Shannen Doherty, n'étaient pas attachés au programme, même si une apparition n'était pas à exclure du côté de Luke Perry,.
Le 8 mai 2019, la diffusion de cette série, intitulée BH90210, est annoncée pour le 19 août 2019 sur Fox. Du casting original sont attendus Jason Priestley, Jennie Garth, Ian Ziering, Gabrielle Carteris, Brian Austin Green et Tori Spelling,. Après un premier refus, Shannen Doherty annonce finalement sa participation à la série. De plus, Christine Elise, Carol Potter, Jamie Walters et Denise Richards reviennent aussi dans ce reboot. En France, la série a été diffusée dès le 10 novembre 2019 sur TMC.

### Retrouvailles
- Entre 2002 et 2006, Jennie Garth a retrouvé le temps d'une ou plusieurs apparitions dans la sitcom Ce que j'aime chez toi : Ian Ziering qui est apparu dans l'épisode 8 de la saison 1 dans le rôle de Paul, Luke Perry qui joue Todd dans les épisodes 17, 23 et 24 de la saison 3 et Jason Priestley alias Charlie dans les épisodes 5 et 6 de la saison 4.
- En 2002, Jason Priestley fait une apparition dans la série Jeremiah porté par Luke Perry. Puis en 2007 dans la série Side Order of Life et en 2008 dans le téléfilm Maman se marie !.
- Dans l'épisode 29 de la quatrième saison de la série Les Griffin, Jennie Garth prête sa voix à son personnage, Kelly Taylor.
- En 2012, Jason Priestley, Jennie Garth, Luke Perry et Gabrielle Carteris tourne dans une publicité pour les jeans, Old Navy.
- En 2013, Jennie Garth et Luke Perry apparaissent dans l'épisode 3 de la saison 3 de la série Community dans des rôles mineurs.
- En 2014, Tori Spelling et Jennie Garth partagent la vedette de la série Mystery Girls. Joe E. Tata apparaîtra dans le cinquième épisode de la série.
- En 2019, Shannen Doherty a participé à l'épisode au hommage à Luke Perry dans la série Riverdale.
- En 2020, Ian Ziering et Jason Priestley apparaissent dans l'épisode 8 de la saison 2 de la série The Order.

## Accueil

### Audiences

#### Aux États-Unis
| Saison | Diffusion originale sur Fox | Diffusion originale sur Fox           | Diffusion originale sur Fox             | Diffusion originale sur Fox    |
| Saison | Années                      | Audience du 1er épisode (en millions) | Audience de fin de saison (en millions) | Audience moyenne (en millions) |
| ------ | --------------------------- | ------------------------------------- | --------------------------------------- | ------------------------------ |
| 1      | 1990-1991                   | 15                                    | 14,2                                    | 12,8                           |
| 2      | 1991-1992                   | 20,1                                  | 16,6                                    | 17,6                           |
| 3      | 1992-1993                   | 22,6                                  | 19,5                                    | 18,3                           |
| 4      | 1993-1994                   | 20,9                                  | 25,4                                    | 21,1                           |
| 5      | 1994-1995                   | 23.4                                  | 13.2                                    | 14.7                           |
| 6      | 1995-1996                   | 17,7                                  | 12,5                                    | 12,3                           |
| 7      | 1996-1997                   | 15,5                                  | 11,6                                    | 12,1                           |
| 8      | 1997-1998                   | 14,9                                  | 9,6                                     | 11,4                           |
| 9      | 1998-1999                   | 12,5                                  | 8,2                                     | 9,3                            |
| 10     | 1999-2000                   | 13,3                                  | 25,9                                    | 11,9                           |

La série, qui débarque sur les écrans du réseau Fox en 1990, fait un très bon démarrage et devient très vite très populaire. Mais avec les années et les départs de nombreux membres de la distribution, dont Shannen Doherty et Luke Perry (qui reviendra cependant dans les deux dernières saisons), la série s'essouffle. À partir de la neuvième saison, les audiences s'effritent sérieusement.
Lors de la dixième saison, la FOX annonce que celle-ci est la dernière, et lors du dernier épisode, des anciens membres de la distribution reviennent pour le mariage de Donna et David. Le dernier épisode attire 25 millions de téléspectateurs américains nostalgiques, un score qui n'était plus atteint depuis longtemps. Toute la distribution de l'épisode pilote était présent sauf Shannen Doherty

## Produits dérivés

### La franchiseBeverly Hills
La série a donné naissance à quatre séries dérivées et un reboot :
- Melrose Place, diffusée entre le 8 juillet 1992 et le 24 mai 1999 voit l'acteur Grant Show interprétant Jake Hanson le petit-ami de Kelly et l'ami de Dylan apparaître dans quelques épisodes à la fin de la seconde saison de Beverly Hills. Jennie Garth, Tori Spelling, Brian Austin Green et Ian Ziering ont fait des apparitions avec leurs rôles de Beverly Hills dans les premiers épisodes de Melrose Place.
- Models Inc., diffusé entre le 29 juin 1994 et le 6 mars 1995 est une série suivant les mannequins d'une agence dirigée par Hillary Michaels, mère d'Amanda Woodward dans Melrose Place. Hillary et le personnage Sarah Owens sont d'ailleurs apparus dans quelques épisodes de la série Melrose Place. Grant Show et Daphne Zuniga font une apparition dans la série.
- 90210 Beverly Hills : Nouvelle Génération, diffusé entre le 2 septembre 2008 et le 13 mai 2013 qui voit arriver à Beverly Hills une famille avec deux enfants. Jennie Garth, Shannen Doherty, Joe E. Tata, Tori Spelling et Ann Gillespie ont fait leur retour dans la série dérivée. Leurs personnages font allusion, au cours de la première saison à Brandon, Jim, Mel, Dylan ou encore David.
- Melrose Place : Nouvelle Génération diffusée du 8 septembre 2009 au 13 avril 2010 suivant un groupe de jeunes personnes habitant dans la résidence au 4616 Melrose Place à Los Angeles. La série commence par la découverte du corps de Sydney Andrews (censée être décédée dans la série originale) dans la piscine de la résidence. Thomas Calabro, Heather Locklear, Daphne Zuniga, Laura Leighton et Josie Bissett reprennent leurs rôles.
- Beverly Hills : BH90210 diffusé entre le 7 août 2019 et le 11 septembre 2019. Cette série voit le retour en principal de sept acteurs de la série d'origine, qui prennent leur propre rôle de manière fictive, pour raconter l'histoire de la création de 90210 Beverly Hills : Nouvelle Génération, qui sont : Jason Priestley, Jennie Garth, Ian Ziering, Gabrielle Carteris, Brian Austin Green, Tori Spelling et Shannen Doherty. De plus, Christine Elise, Carol Potter, Jamie Walters et Denise Richards reviennent aussi dans ce reboot.

### La franchise et l'émissionDancing with the Stars
Cinq acteurs de la franchise ont participé à la célèbre émission américaine Dancing with the Stars. Mais aucun d'entre eux n'a remporté la victoire.
Lisa Rinna, Ian Ziering, Jennie Garth, Shannen Doherty et Jack Wagner ont tous participé à cette émission de télé réalité diffusée sur le réseau ABC.
- Lisa Rinna commence le spectacle le 5 janvier 2006 avec comme partenaire Louis Van Amstel[30]. Cette saison est notamment composée de l'actrice ayant remporté l'Oscar de la meilleure actrice dans un second rôle, Tatum O'Neal, de George Hamilton ou encore de Stacey Keibler. Le couple est éliminé le 17 février, soit en demi-finale. Ce sera Drew Lachey qui remportera cette deuxième saison.
- Ian Ziering avait comme partenaire Cheryl Burke. Cette danseuse avait remporté les saisons 2 et 3 avec ces partenaires Drew Lachey et Emmitt Smith. L'émission débute le 19 mars et Ian et Cheryl arriveront jusqu'en demi-finale, le 15 mai 2007[31]. Ce sera Apolo Anton Ohno et sa partenaire Julianne Hough qui remporteront la saison 4. Cette saison-ci, Ian a dû affronter sur le parquet de Dancing with the Stars le chanteur Billy Ray Cyrus (qui apparaîtra dans la saison 4 de 90210 Beverly Hills : Nouvelle Génération) ou encore la boxeuse Laila Ali.
- Jennie Garth était en compétition dès le 24 septembre 2007 avec son partenaire Derek Hough. Pour cette saison 5, elle a dû concourir contre notamment l'actrice Jane Seymour ou encore l'ancienne Spice Girls, Mel B. Finalement, elle connaîtra le même sort que ces anciens collègues de Beverly Hills et de Melrose Place, car elle est éliminée le 20 novembre en demi-finale[32]. Par la suite, Derek Hough remportera 3 fois la compétition (avec Brooke Burke, Nicole Scherzinger et Jennifer Grey).
- Shannen Doherty est annoncée au casting de la saison 10, qui débute le 22 mars 2010[33]. Son partenaire est Mark Ballas, qui a déjà remporté deux fois le trophée (avec Kristi Yamaguchi et Shawn Johnson). Le 30 mars, ils sont les premiers de l'aventure à être éliminés. Cette saison 10 était également composée de Pamela Anderson ou encore de Buzz Aldrin.
- Jack fait partie du casting de la saison 14 qui est diffusée pour la première fois le 19 mars 2012. Sa partenaire est la danseuse Anna Trebunskaya. Au bout de trois semaines de compétition, il est le second à être éliminé[34] le 3 avril. Il était en compétition avec notamment la chanteuse Gladys Knight ou encore les anciens acteurs de télévision, Jaleel White et Melissa Gilbert. La victoire finale reviendra à Donald Driver le 22 mai 2012.

### Sorties DVD
Aux États-Unis
L'intégrale des dix saisons est disponible en un coffret DVD.
En France
Les coffrets DVD, édités et distribués par Paramount et CBS-DVD, s'arrêtent à la quatrième saison (source : Amazon.fr / rubrique Beverly-Hills-90210 / DVD).
- Beverly Hills : L'Intégrale saison 1 est disponible depuis juillet 2007.
- Beverly Hills : L'Intégrale saison 2 est disponible depuis août 2008.
- Beverly Hills : L'Intégrale saison 3 est disponible depuis mai 2009.
- Beverly Hills : L'Intégrale saison 4 est disponible depuis octobre 2009.

Les coffrets DVD de la série, saisons 5 à 10, ne sortiront pas en France, selon la société Paramount (société éditrice des DVD de cette série).[réf. nécessaire]